# Amastra elongata
Amastra elongata – gatunek wymarłego ślimaka z rodziny Amastridae. Był to endemit Hawajów (USA). Ważność tego taksonu jako gatunku bywa kwestionowana.
Gatunek ten opisał Wesley Newcomb pod nazwą Achatinella acuta, opis ukazał się w 1853 roku na łamach „Proceedings of the Zoological Society of London”. Autor szybko zorientował się jednak, że nazwa ta została już użyta dla innego gatunku przez Swainsona
(jego obecna nazwa to Amastra spirizona) i jeszcze w tym samym roku opisał gatunek pod nową nazwą Achatinella elongata na łamach „Annals of the Lyceum of Natural History of New York” (co ciekawe, ze względu na długość cyklu wydawniczego ten poprawiony opis ukazał się drukiem wcześniej). Później okazało się także, że rysunek muszli dołączony do pierwszego opisu przedstawia nie A. elongata, a A. soror. Jako miejsce typowe Newcomb wskazał wyspę Oʻahu, ale jest to podawane w wątpliwość, gdyż holotyp bardziej przypomina gatunki z Maui i Molokaʻi.